# Wolseley Motors
A Wolseley Motors Limited foi uma empresa automobilística britânica fundada em 1901. Após 1935 foi incorporada por diversas concorrentes maiores e sua marca permaneceu no mercado até 1975.
Hiram Maxim, inventor da metralhadora que leva seu nome, e então membro da combinação Vickers Sons & Maxim, consultou Herbert Austin na The Wolseley Sheep Shearing Machine Company Limited no final da década de 1890 várias vezes em relação ao projeto de máquinas voadoras, que Maxim estava desenvolvendo e construindo. Maxim fez uso de uma série de sugestões feitas por Austin nas atividades de Maxim em suas obras em Crayford, Kent. Uma vez que a empresa de tosquia de ovelhas decidiu que não iria perseguir seu interesse automobilístico, uma abordagem foi feita e um acordo foi rapidamente alcançado.

## Modelos
- 4 Cilindros
  - 1920-1924 Wolseley 10
  - 1920-1927 Wolseley 15
  - 1934-1935 Wolseley Nine
  - 1935-1936 Wolseley Wasp
  - 1936-1937 Wolseley 10/40
  - 1936-1939 Wolseley 12/48
  - 1939-1939 Wolseley Ten

- 6 Cilindros
  - 1920-1924 Wolseley 20
  - 1930-1936 Wolseley Hornet
  - 1927-1932 Wolseley Viper
  - 1930-1935 Wolseley 21/60
  - 1933-1935 Wolseley Sixteen
  - 1935-1936 Wolseley Fourteen
  - 1935-1935 Wolseley Eighteen
  - 1936-1938 Wolseley 14/56
  - 1937-1938 Wolseley 18/80
  - 1935-1937 Wolseley Super Six 16HP, 21HP, 25HP
  - 1938-1939 Wolseley 14/60
  - 1938-1939 Wolseley 16/65
  - 1938-1939 Wolseley 18/85
  - 1937-1939 Wolseley 16HP, 21HP, 25HP

- 8 Cilindros
  - 1928-1931 Wolseley 21/60 Straight Eight